# Danmarks historie (1397-1536)
 For alternative betydninger, se Danmarks historie (flertydig). (Se også artikler, som begynder med Danmarks historie)
Danmarks historie fra 1397 til 1536 indrammes af to begivenheder, der fik stor betydning. I begyndelsen blev Nordens tre kroner samlet under den danske monark i Kalmarunionen. Mod periodens slutningen medførte reformationen i Tyskland, at uenighed om en fælles konge gav anledningen til en borgerkrig.
I de mellemliggende år kæmpede skiftende konger for at holde Kalmarunionen sammen. Indførelsen af en told, der blev opkrævet af fremmede handelsskibe ved passage af Kronborg, blev samtidig anledning til internationale konflikter, og betingelser vedrørende sundtoldens reduktion eller midlertidige ophør indgik som element i flere fredsslutninger. Da fyrstehuset Oldenborg kom til magten med Christian 1., blev kimen til den århundredlange strid omkring hertugdømmerne Slesvig-Holsten lagt, da han som betingelse for at få hertugdømmerne lovede ikke at adskille dem. Mens unionen allerede under hans styre var ved at gå i opløsning, var det hans barnebarn Christian 2., der endeligt afsluttede den: hans mord på svenske gejstlige og adelige medførte, at svenskerne gjorde oprør og valgte deres egen konge.[kilde mangler] Da Christian 2. også var upopulær i hjemlandet[kilde mangler], blev han afsat, og hans onkel, Frederik 1., overtog styret. Da hans efterfølger skulle findes, var landet ramt af strømningerne fra reformationen, og specielt de katolske gejstlige vægrede sig ved at vælge Frederiks søn, Christian 3., der gik ind for at reformere kirken. Christian 3. blev dog valgt i Jylland, men flere byer og udenlandske fyrster nægtede at anerkende ham, og det startede borgerkrigen, Grevens Fejde, der varede i godt to år og endte med sejr til Christian 3., der nu kunne gennemføre reformationen i Danmark.

## Kalmarunionen
I 1389 var det lykkedes Margrete 1. at tilfangetage den svenske kong Albrecht af Mecklenburg, som i 1395 blev sendt væk fra Norden ved en fredsslutning, hvormed det lykkedes Margrete 1. at få Stockholm i pant som sikkerhed for den løsesum, hun krævede for Albrechts løsladelse. I 1396 blev den norske konge Erik af Pommern udråbt som konge af både Danmark og Sverige. Albrecht var formelt svensk konge, og derfor satte Margrete i 1397 alle stormænd fra de tre riger stævne i den svenske by Kalmar. På dette møde blev Erik af Pommern i overværelse af de indbudte 17. juni 1397 kronet til de tre rigers fælles konge. Dog var Norge svagt repræsenteret, så kroningen blev foretaget af de svenske og danske ærkebiskopper i forening. 67 repræsentanter underskrev et formelt pergamentsbrev, hvori det blev bekræftet, at kroningen var foregået rigtigt. Senere fandtes et unionsbrev med 17 råders underskrift. I det formentlig ikke vedtagne dokument opridses visse paragraffer, bl.a. at de tre riger skal have én og samme konge, men beholde deres egne love.
Det rige, Erik af Pommern kom til at råde over, var enormt. Foruden Danmark, Sverige og Norge hørte også Finland, med Sverige, og Island, Færøerne, Shetlandsøerne, Island og Grønland, med Norge til riget. Den reelle magthaver var dog stadig Margrete 1., selv efter at Erik blev myndig i 1400.
I 1398 tilfaldt Stockholm Margrete 1., da Albrecht ikke betalte den aftalte løsesum. Samme år afholdt man et stormandsmøde med 88 deltagere i anledning af Den Tyske Ordens besættelse af Gotland under henvisning til det sørøveri Albrechts tilhængere bedrev fra øen. Ingen formåede dog at fordrive ridderne fra øen.
I 1400 blev Erik af Pommern myndig, men Margrete beholdt dog den reelle magt styrket af de forbedrede statsfinanser. Med disse midler vedblev hun at opkøbe de holstenske slægters pant, og hvor hun i starten havde tvunget kirken til at låne penge ud, var det nu hende, der kunne udlåne penge. Margrete brugte også forleningsretten til at skaffe støtter. Hun så for det meste bort fra de lokale stormænd, og i Sverige og Norge var det mange gange danskere, der fik lenene, mens det danske krongods ofte blev forvaltet af hidkaldte tyske fogeder. På denne måde blev lensmændene knyttet til den kongelige husbond i et loyalitetsforhold, og herremændene fandt sig ofte i denne politik, da Margrete som regel var rundhåndet med forleninger overfor dem, der støttede hende.
I 1404 prøvede den holstenske grev Gerhard 6. at undertvinge sig de frie ditmarskbønder. Hans hær blev slået, og han mistede selv livet. Gerhards hustru Elisabeth af Lüneburg var pludselig blevet enke med umyndige børn. Da hendes svoger, biskop Gerhard af Osnabrück, ankom for at regere i sin brors sted, søgte enken hjælp hos Margrete, der gjorde Erik af Pommern til værge for de umyndige grevebørn, mens Erik gavmildt forstrakte Elisabeth med store pengebeløb. Til gengæld pantsatte enken bl.a. Tønderhus, og på denne måde kom store dele af Slesvig i Margretes magt, også godt hjulpet på vej af Slesvigs biskop Johan Skondelevs overdragelse af borgene Svavsted og Stubbe til Margrete for en seksårig periode.
Margrethe havde ligeledes i 1404 opnået en aftale med det britiske kongehus om et giftermål til kong Erik. I 1405 tog han til Norge for at tage imod sin brud der. Han skulle også dømme i verserende retssager og besætte ledige stillinger. Inden afrejsen gav Margrete ham en del råd i 54 paragraffer, der bl.a. indskærpede, at han skulle afgive så få løfter som muligt, og var han tvunget, skulle de ikke skrives ned og forsegles, da han så ikke senere kunne løbe fra dem. Hans brud blev dog forhindret i at komme pga. dårligt vejr, og først året efter kunne Erik holde bryllup med den engelske prinsesse Philippa på ærkebispegården i Lund.

## Slesvigske konflikter
Efter de mislykkede forsøg på tilbageerobring af Gotland lykkedes det i 1407 Margrete at opnå en aftale med den Tyske Orden om tilbagekøb af øen. Året efter kunne ordenen udstede en kvittering på modtagelsen af 9000 engelske nobler for Gotland.
Elisabeth af Lüneburg begyndte omkring 1409 at blive bekymret over Margretes voksende indflydelse i Slesvig og begyndte at støtte sig til sin svoger biskop Heinrich. Det fik Erik af Pommern til at stille Heinrich og Elisabeth over for et erstatningskrav, og de blev tvunget til at udlevere Flensborg og borgen Nyhus som sikkerhed. Men det holstenske aristokrati ville ikke finde sig i dette åbenlyse forsøg på at tvinge dem ud af Slesvig og tog biskop Johan Skondelev til fange og besatte hans to borge, der stadig var udlånt til den danske kongemagt. En dansk hær prøvede forgæves at tilbageerobre Svavsted, men blev slået af grev Adolf af Schauenburgs hær. Til gengæld lykkedes det Erik af Pommern at erobre Ærø og tvinge Nordborg på Als til overgivelse. Sønderborg lykkedes det ham ikke at overtage. Efter kampene indgik de en femårig våbenstilstand i 1411, hvori hertuginden fik Als tilbage, mens danskerne beholdt Flensborg samt pantet i Tønder, og Johan Skondelevs borge blev tilbagegivet. Desuden skulle der nedsættes en kommission bestående af seks danske og holstenske råder, der skulle tage stilling til de øvrige spørgsmål. Ved uenighed skulle spørgsmålet indankes for den tyske kejser. Våbenstilstanden holdt ikke og den slesvigske drost Erik Krummedige generobrede Flensborg året efter med holstensk hjælp . Nu begyndte fredsforhandlinger, og Margrete 1. tog af sted for at deltage, men døde på sit skib i Flensborg Fjord 28. oktober 1412, angiveligt af pest.
Erik indkaldte nu til det første danehof i lang tid. Dets opgave var at udnytte dansk ret til at dømme i sagen mellem den danske konge og den holstenske greveslægt om det slesvigske len. Erik fremsatte over for danehoffet den påstand, at Slesvig var hjemfaldet til kronen som forbrudt len, da Gerhard 6. og hans børns formyndere havde brudt lenseden til kongen ved at føre våben mod ham. Danehoffet dømte til Eriks fordel under henvisning til Sjællandske lovs bestemmelser om, at den, der førte avindskjold mod riget, har forbrudt sin ejendom.
Danehoffets bestemmelse afholdt dog ikke de holstenske grever i forsat at bruge titlen hertuger af Slesvig. Det fik i 1415 Erik til i overensstemmelse med våbenstilstanden i 1411 at indanke sagen for den tyske kejser. Kejser Sigismund, der i øvrigt var Eriks fætter, erklærede Slesvig som forbrudt len i henhold til almindelig lensret. Alligevel indførte Erik samme år en ekstraordinær krigsskat i alle de nordiske lande som forberedelse på våbenstilstandens udløb året efter. Det var kong Erik selv, der i 1416 åbnede fjendtlighederne, da han erobrede Femern og belejrede Slesvig by. Ved at hjælpe købmandsrådet tilbage til magten i Lübeck havde han sikret sig rådets neutralitet i konflikten. Det gik ikke kongen særlig godt, og han mistede Vedelspang til holstenerne, og han måtte opgive belejringen af Slesvig, og allerede i efteråret gik Femern tabt. Krigen gik i de næste ni år med skiftende held. De øvrige hansestæder, der blev generet af sørøveriet, prøvede forgæves at mægle i striden. Kong Erik henvendte sig nu til de tre landsting i Danmark for at få dem til at bevidne, at der i Danmark slet ikke og aldrig havde fandtes arveligt lensvæsen. Manøvren skulle bruges til at overbevise den tyske kejser om, at alle len kun var givet i indehaverens livstid og ikke kunne arves. Kong Erik besøgte derefter sin fætter kejser Sigismund i Buda. Kejseren traf nu sin afgørelse i striden og bekendtgjorde, at greverne af Holsten ingen retskrav havde på Slesvig, der slet ikke var et len, men en dansk provins. Erik drog på pilgrimsrejse til det hellige land, mens hans dronning styrede den nordiske union i hans sted.

## Købstæder
Købstadsforordningen af 1422 indskærpede købstædernes monopol på handel og håndværk. Det var især vendt mod hansekøbmændene, der mange gange købte deres varer direkte af danske godsejere, bønder og fiskere. Den nye forordning sikrede, at der kom en dansk købmand som mellemhandler. Forordningen gav også hvert håndværkerlav eneret på udførelse af arbejde indenfor deres fagområde.
Købstæderne fik udvidet selvstyre. Det daglige ansvar med kontrol af håndværk og handel samt udligning af skatter skulle varetages af to borgmestre og seks til 12 rådmænd, der blev valgt blandt byens større handelsfolk. Byrådsarbejdet var ikke lønnet, men efterhånden gav stillingen en række privilegier bl.a. fratagelse af byskat, og ofte fik medlemmerne en særskilt del af byens fællesjord til græsning af deres kreaturer. Ligeledes kunne afgørelser fra bytinget i en række større byer ankes til byrådet, der også mange gange havde domsmyndigheden i handels- og arveretssager.

## Valutakrig
I hele 1400-tallet førte kongemagten en valutakrig mod hansestæderne: Mønterne burde alle være lødige, dvs. de burde indeholde den mængde sølv, enheden angav. Det kunne i midlertidig betale sig for den danske konge at slå mønter, der var underlødige. Sådan sikrede han, at mønterne ikke blev smeltet om, og at der kunne laves flere mønter og dermed købes mere for den samme mængde sølv. Den gik kun, så længe handelsfolkene accepterede undervægtige mønter, og specielt hansestæderne var på vagt over for snyd. Lübeckerne satte i 1403 en meget lav tvangskurs på danske mønter. Margrete og Erik af Pommern indførte som modtræk en regel om, at afgifterne på Skånemarkedet skulle betales med lybsk mønt. Selv om lübeckerne året efter protesterede, blev forholdene ikke bedret, da kongemagten manglede penge, bl.a. til krigen mod holstenerne.
Da dronning Philippa i midten af 1420'erne styrede unionen for sin mand, blev forholdet til hansestæderne forbedret, og der blev indgået en aftale om en møntunion. Handelsbyerne og de nordiske lande skulle i fællesskab udstede en ny mønt, søslingen, og de aftalte en vekselkurs for de gamle underlødige mønter, der var devalueret til næsten den halve værdi. Kort efter Eriks tilbagevenden i 1425-26 tog den økonomiske krig en ny retning med indførslen af Øresundstolden, og aftalen faldt bort.

## Øresundstolden
Da staten begyndte at mangle penge, bl.a. på grund af faldende indtægter fra Skånemarkedet, indførte Erik af Pommern i 1426 Øresundstolden. Det betød, at den sædvanlige told ved gennemsejling af de danske farvande med ét blev firedoblet med henvisning til, at de nye skibe kunne laste fire gange så meget. Betalingen skulle foretages ved den nyanlagte borg Krogen i Helsingør. Forhøjelsen gjorde hansestæderne rasende, og de protesterede højlydt, da det stred mod deres privilegier. Da Danmark ikke bøjede sig, valgte de med Lübeck i spidsen at gå ind i striden om Slesvig på holstensk side. Et angreb på Flensborg mislykkedes, og grev Heinrich af Holsten faldt. Lübeckerne forsøgte et flådeangreb i Øresund, men også dette mislykkedes, og da flåden var uskadeliggjort, erobrede Erik en hanseatisk handelsflåde der dukkede op kort efter med lasten fuld af salt fra Biscayen. I 1429 stod lübeckernes kapital bag et vellykket angreb på Åbenrå samtidig med de selv angreb København og Helsingør. Hanseatiske sørøvere indtog og plyndrede Bergen og opbragte skibe med skatter fra Sverige. Snart var ingen dansk kyst sikker, og Erik udbød et almindeligt landeværn. Året efter sluttede han separatfred med Rostock og Stralsund, og Erik udbyggede splittelsen i hanseforbundet ved at give Bremen særlige privilegier på den nordiske handel. Det stoppede dog ikke holstenerne, der palmesøndag 1431 indtog Flensborg og efter en udsultning også Duborg Slot.
Nu var Erik af Pommern tilbage hvor Margrete 1. begyndte mht. Slesvig, og han sluttede derfor en femårig våbenstilstand i Horsens, hvori Danmark mistede kontrollen over Slesvig og som sydgrænse fik egnen omkring Haderslev, Ærø og øerne i Vadehavet. Desuden måtte Erik bekræfte hansestædernes gamle privilegier, og af regnskaberne for øresundstolden fremgår det, at hansestæderne i realiteten var fritaget for øresundstolden i resten af 1400-tallet.

## Svensk oprør
Da unionens konger næsten konstant havde været i krig siden unionens oprettelse, begyndte der at vise sig en vis utilfredshed i befolkningen, specielt hos svenskerne. I 1432 døde ærkebiskoppen i Uppsala, og domkapitlet valgte uden at spørge kongen, provst Olof Larsson til ærkebiskop. Før kongen kunne nå at protestere, var Larsson draget mod Rom for at få bekræftet sin udnævnelse. Senere satte den nye ærkebisp ligefrem spørgsmålstegn ved Eriks legitimitet som konge. Selv om Erik året efter indkaldte til et nordisk bispemøde, som bekræftede hans legitimitet, var skaden sket. Lavadelsmanden Engelbrekt Engelbrektsson, der forgæves havde forsøgt at få kongen til at gribe ind over for den upopulære danske foged i Västerås, blev i 1434 leder af en stor skare oprørske bønder i Dalarne, der rejste sig mod det høje skattetryk og de udenlandske fogeder. Et svensk rådsmøde i Vadstena sluttede sig til oprøret og opsagde Erik af Pommern huldskab og troskab. Bondehæren fik held til at indtage Halland, og Erik drog i al hast med en flåde til Stockholm. Her prøvede han at indgå en aftale med de aristokratiske rigsråder. Hans indrømmelser til dem kom dog for sent, og på et møde i Arboga i januar 1435 blev Engelbrekt valgt til Sveriges rigshøvedsmand.
I maj samme år afholdt rigsråder fra Sverige og Danmark et møde i Halmstad. Da de havde fælles interesse i at holde den efterhånden enevældige kongemagt nede, enedes de om et program for rigernes ligeberettigelse inden for unionen. Erik måtte nødtvunget og under protest anerkende aftalen og måtte genoplive de to embeder som drost og marsk. I oktober blev den højadelige Karl Knutsson udnævnt til marsk og Kristtiern Nilsson Vasa til drost. Oprøret var dog ikke ovre, men Engelbrekts rolle sluttede i 1436, da han blev myrdet af en svensk højadelsmand. Svenskerne udnyttede oprøret til i 1436 at gennemtvinge et rådsstyre, som Erik efter pres fra det danske rigsråd accepterede på et møde i Kalmar. Således var den kongestyrede union blevet afløst af et samarbejde mellem de tre rigers rigsråd. Det fik Erik til at slå sig ned på Gotland, hvor han ville vente på, at rigsrådstyret skulle føre til indre strid og kaos, hvorefter det ville bede ham vende tilbage. Uroen opstod da også snart i både Jylland og på Fyn og Sjælland. De danske rigsråder enedes på et møde i Korsør om at bede Erik vende tilbage som dansk konge på betingelse af, at han genbesatte drost- og marskembederne og regerede sammen med rigets råd. Rigsrådet havde dog samtidig skrevet til Eriks nevø, Christoffer af Bayern, og bedt ham komme til Danmark for at forsvare det mod de truende bønder. Erik afviste udspillet, måske i den tro, at rigsrådet senere ville tage ham tilbage betingelsesløst. Rigsrådet blev mere desperat, men handlede ikke til Eriks bedste, for da de mødtes i Lübeck i 1439, opsagde de Erik af Pommern huldskab, og i juli samme år blev Christoffer af Bayern hyldet som rigsforstander i Danmark. I forhandlinger forud for kongeskiftet lykkedes det grev Adolf 8. af Holsten at få indrømmet hele Slesvig som arveligt len. I april blev Christoffer hyldet som dansk konge på Viborg landsting. Unionen var faktisk ophørt og Karl Knutsson havde i to år siddet som rigsforstander i Sverige. Det lykkedes Christoffer og ærkebispen i Lund, Hans Laxmand, at overtale Knutsson til at trække sig tilbage ved at love ham Finland som len. Således kunne Christoffer i 1441 hyldes som svensk og i 1442 også som norsk konge. I Danmark var der imidlertid i 1440 rejst et bondeoprør på Sjælland, og en bondehær brændte under ledelse af adelsmanden Henrik Tagesen Reventlow adelsgårde af i Nordjylland. Christoffer mødte i juni 1441 Reventlow i slaget ved Skt. Jørgensbjerg i Han Herred. Christoffer besejrede bønderne, og Reventlow blev henrettet i Aalborg 12. juni 1441.
Efter sejren gennemførte kongen og adelen den deling af magten, som Erik af Pommern havde modsat sig, og rigsembederne blev igen besat af to af rigets største godsejere: Erik Nielsen Gyldenstjerne blev rigshofmester og Oluf Axelsen Thott rigsmarsk. Rigsrådet frabad sig indblanding fra kongens bayerske rådgivere. Christoffer blev kronet til Danmarks konge 1. januar 1443 i Ribe.
Senere på året gav han København en ny stadsret, der blev forbillede for andre sjællandske og skånske købstæders stadsretter. Stadsretten havde til forskel for landskabsretten som regel strengere og hurtigere retspleje, og der var nok at lave for bødlerne. Snyderi med vægt og mål samt tyveri gav hårde straffe.
Den nye konges regeringstid blev kort: han døde den 5. eller 6. januar 1448 kun 31 år gammel og efterlod sig sin 18-årige enke dronning Dorothea. Da de ikke havde børn, var tronfølgerforholdet meget usikkert, og Kalmarunionen brød igen sammen, da Karl Knutsson straks lod sig vælge som svensk konge, og nordmændene også havde planer om at vælge en indenlandsk regent.
Rigsrådet skulle nu lede i kongeslægtens stamtavle for at finde en efterfølger. Det henvendte sig i første omgang til hertug Adolf 8. af Holsten, der takkede nej, men i stedet henledte opmærksomheden på sin søstersøn Christian af Oldenburg. Gennem slægtskab via den holstenske greveslægt var han tip-tip-tip-oldebarn af Erik Klipping og var derfor en legitim arvtager, og da han endnu ikke var gift, gav det rigsrådet endnu en grund til at vælge ham. Da Christoffers enke havde ret til et nordisk livgeding (enkeforsørgelsesgods), kunne rådet spare ved at gifte hende bort til den nye konge. Christian blev antaget i efteråret og lod sig hylde på landstingene. I hans forpligtelsesbrev, en slags foreløbig håndfæstning, sikrede rigsrådet sig skattebevillingsretten, og også hertug Adolf sikrede sig et krav som tak for at have anbefalet Christian til tronen, da han fik nevøen til at bekræfte den gamle Constitutio Valdemariana fra 1326. Den sagde, at samme person ikke måtte være herre over Slesvig og Danmark på samme tid. Den 28. oktober 1449 blev Christian 1. kronet og viet til enkedronning Dorothea.
Svenskerne angreb senere det år Gotland med en stor hær, og samtidigt ankom en dansk flåde under marskens ledelse. Erik af Pommern valgte at overgive øen til Oluf Axelsen Thott, der forblev på øen som lensmand og som marsk blev afløst af Claus Rønnow. Erik af Pommern tilbragte sine sidste år i eksil i Pommern. Den svenske ærkebiskop kronede Karl Knutsson som svensk konge, og som modtræk valgte nordmændene Christian 1. som konge. Året efter mødtes det danske og svenske rigsråd i Halmstad. Karl Knutsson blev tvunget til at opgive Norge til fordel for Christian 1., der til gengæld garanterede Sverige for Karl. Ideen var så, at den længst siddende skulle forene de tre riger. Halmstadforliget holdt ikke længe, og der kom en del sammenstød på den dansk-svenske grænse. I 1452 anførte Karl Knutsson et plyndringstogt ind i Skåne. Den svenske adel var ikke tilfreds med Karl Knutsson og ville gerne af med ham, så i 1457 indkaldte den Christian 1. som modkonge, og Karl Knutsson flygtede til Nordtyskland. Han vendte hjem til Sverige som konge i 1464–65 og 1467–70, hvor han døde.
Hertug Adolf af Slesvig-Holsten døde barnløs i 1460, og Slesvig hjemfaldt til Danmark som herreløst len. Arveretten til Holsten var diskutabel, da både Christian 1. og hans fætre var arveberettigede, men en anden sidegren af Adolfs egen slægt, Huset Schauenburg, havde endnu større arveret. Områdets fremtid blev afgjort af det magtfulde ridderskab, der så en fordel i en konstellation mellem Danmark, Slesvig og Holsten og valgte i marts samme år Christian 1. som hertug af Slesvig og greve af Holsten. Udnævnelsen havde visse betingelser: Christian 1. skulle love, at Slesvig og Holsten ikke måtte skilles ad, og ridderskabet fik ret til at gøre oprør, hvis kongen krænkede denne overenskomst. Ridderskabets ret til at vælge hertug af Slesvig og greve af Holsten blev ligeledes anerkendt. Det havde ikke været gratis for Christian 1. at få sine brødre og Schauenburgerne til at affinde sig med hans overtagelse af Slesvig-Holsten, og de statslige finanser var ikke gode i resten af Christian 1.'s regeringstid. I 1461 beslaglagde han den pavelige afladsindsamler Marinus de Fregenos indsamlinger for Sverige. Normalt delte afladsindsamlerne og den lokale fyrste indsamlingen i porten, men Christian 1. mente, at Marinus havde været for grådig, og kongen havde selv brug for pengene. De svenske bønder blev pålagt store skatter. Det medførte et bondeoprør, der senere gik over i en svensk rejsning, og Christians tropper blev 14. april 1464 slået af bondehær ved Harakers Kirke i Västmanland. Kort efter indgik kongen og de svenske stormænd forlig.

## Godsejerne bliver ny magtfaktor
I anden halvdel af 1400-tallet begyndte nogle få godsejere gennem ægteskab, arv og forleninger at besidde store dele af jorden i Danmark og i de andre nordiske lande. Blandt disse var de mest fremtrædende slægterne Laxmand, Gyldenstierne, Thott, Gøye, Oxe og Rosenkrantz. De såkaldt lavadelige søgte at knytte sig til disse højadelige gennem et gensidigt tjenesteforhold. Fx tjente de lavadelige de højadelige som svende, når der blev udbudt krigstjeneste. Til gengæld ydede de højadelige dem beskyttelse og skaffede dem embeder og givtige giftermål. Dette lille lag af storgodsejere ændrede markant forholdet mellem bonde og herremand i mange århundreder frem. I en kongelig forordning af 1466 hed det, at ingen måtte fængsles uden lov og dom, men der blev gjort en undtagelse over for fæstebønder, der var i deres herres værn. Herremændene måtte anvende stok og jern mod dem, altså arrestation og midlertidig fængsling. Herremændene skulle omvendt yde bønderne beskyttelse mod juridiske og militære overgreb fra andre. Til gengæld skulle bønderne yde godsejeren de såkaldte herlighedsafgifter. Godsejerne fik desuden udvidet deres ret til sagefald fra Jyske Lov. Fra kun at gælde de mindste bøder blev det udvidet til at gælde alle bøder, bortset fra fyrremarksbøden for manddrab. Efter 1450 begyndte mange godsejere også at få birkeret. Det betød, at godset blev sin egen retskreds med ret til at udnævne egne birkefoged og birkedommer uafhængig af staten. Dog skulle birketinget dømme efter lands lov og ret.

## Svensk modstand
De mægtige godsejerfamilier som Thott og Gyldenstjerne havde i løbet af 1400-tallet giftet sig ind i den svenske adel, og det satte deres loyalitet overfor den danske konge på en hård prøve. Da Christian 1. inddrog Tranekær Slot fra Philippus Axelsen Thotts enke, reagerede Iver Axelsen Thott ved fra sit slot i Vyborg at opsige kongen huldskab og troskab. Så midt under krigen mod svenskerne belejrede Christian 1. sin egen tidligere lensmands slotte i Skåne, og i foråret 1467 havde han held til at indtage Lillø i Skåne og Sølvesborg i Blekinge. Laurids Axelsen Thott mistede samme år sine len i Skælskør og Stege. Christian opnåede opbakning til opgøret med Thott-slægten på en række landstingsmøder i årets løb, og 28. oktober året efter indkaldte han til det første danske stændermøde i Kalundborg. På mødet, hvor der var repræsentanter fra både adelen, gejstligheden, borgerne og bønderne, blev rigsadelens magt begrænset på en række punkter . Pantebreve på len skulle nøje undersøges, og borge, der tidligere havde hørt til fadeburet, skulle leveres tilbage. Samtidig blev det besluttet, at kongen skulle modtage alle købstadsskatter for det år, selv de, der var bortforlenet. Desuden fik kongen en tredjedel af pantelensindtægterne og kunne overtage Thotternes gods i Danmark, da det ved dom blev afgjort, at de havde forbrudt godset til kronen. Dette store finansielle bidrag hjalp dog ikke på kongens økonomiske problemer, og året efter måtte han pantsætte Shetlands- og Orkneyøerne som sikkerhed for sin datters Margretes medgift i hendes ægteskab med Jakob 3. af Skotland. Pantet i øerne blev aldrig indløst, og øerne blev senere indlemmet i det skotske kongedømme. Efter opgøret blev mange lensmænd skiftet ud, og rigsrådet fik nye medlemmer. Kongen distancerede sig dog ikke helt fra højadelen. Efter at den svenske stormand Sten Sture, efter Karl Knutssons død i 1470 havde udråbt sig selv til rigsforstander, havde Christian 1. brug for gode trofaste mænd til en generobring af Sverige. 10. oktober 1471 stod slaget ved Brunkebjerg lige udenfor Stockholm, hvor danskerne led nederlag, kongen blev såret, og rigsmarsken samt en del danske og svenske rigsråder blev taget til fange af Sten Sture. Kort efter blev statholderen i Slesvig-Holsten, Christian 1.s bror Gerhard, afsat, og de bønder, der under et lokalt oprør havde støttet ham, blev slået ned.
Christian 1. prøvede til stadighed at få et godt forhold til de omkringliggende magter, der kunne have betydning i genvindelsen af unionsherredømmet. Således dukkede tanken om et dansk-skotsk ægteskab op som følge af en traktat indgået med Frankrig i 1456. Med Jakob 3. af Skotland som svigersøn fik kongen en gunstig position. Jakob formidlede et nyt forbund med Frankrig i 1472, og de to lande havde en fælles fjende i England. Danmark havde i mange år været i en krigslignende tilstand med England pga. engelsk forsvar af sine handelsinteresser i Østersøen. På et nordtysk fyrstemøde i 1473 havde kongen en allieret i sin kones farbror, kurfyrst Albrecht af Brandenburg, der medvirkede til, at kejseren samme år forlenede Christian 1. med det hidtil uafhængige Ditmarsken. I 1474 begav Christian 1. sig ud på, hvad der officielt blev kaldt en pilgrimsrejse til Rom. I virkeligheden var rejsen et påskud for at søge støtte for sin anti-svenske politik, og han besøgte alle fyrstehoffer på sin vej. Hos den tyske kejser opnåede han at få Holsten forenet med Stormarn og Ditmarsken og få det ophøjet fra grevskab til hertugdømme. Hos paven fik kongen indrømmet en betydelig indflydelse på fremtidige besættelser af formandsposterne ved danske og svenske domkapitler og dermed bispevalgene. Desuden gav paven tilladelse til opførelsen af det første danske universitet. Københavns Universitet kunne indvies i 1479. Det gjorde dog ikke strømmen af danske studerende til udlandet mindre, og kongen måtte indføre en regel om tre års ophold på det hjemlige universitet, før der blev givet tilladelse til studier ved udenlandske læreanstalter.

## Kong Hans
Da Christian 1. døde i 1481, blev hans søn Hans hyldet som konge i alle tre riger. Hans lod dog i starten rigsrådet regere i håbet om, at det ved de forhandlinger, der blev indledt i Halmstad mellem de tre rigers rigsråd, kunne opnå en genopretning af unionen. Sten Sture agtede imidlertid ikke at opgive sin magt, og efter et par år opgav danskerne håbet om at krone Hans som unionskonge. I stedet underskrev han en dansk og norsk håndfæstning. Rigsadelens stærke position kom til udtryk i håndfæstningen bl.a. ved, at kun velbyrdige – ingen "vanbyrdig" – måtte få vigtige embeder eller len. Kronen måtte ikke erhverve adelsgods, hverken gennem køb eller konfiskation, og det blev igen tilladt adelige at bygge private borge. I Hans' håndfæstning optræder for første gang en skelnen mellem "fri" og "ufri" og mellem adelen, der var skattefri, og folket, der ikke var det.
Enkedronning Dorothea kom også med et krav, som hun dokumenterede med gældsbeviserne fra Christian 1., der havde lånt store summer af hende. Hun krævede, at hendes yngste søn Frederik også fik fyrstelig magt. Hendes håb har nok været, at han skulle være hertug i både Slesvig og Holsten, men hverken ridderskabet i hertugdømmerne eller den danske konge ønskede den konflikt, der kunne komme af en sådan adskillelse. I stedet aftaltes en deling af hertugdømmernes indtægter, krongods og købstæder i to lige store dele med hovedsæde i henholdsvis Segeberg og Gottorp. Derefter blev Hans og Frederik valgt som samregerende hertuger, der i alle fællesanliggender skulle rådføre sig med ridderskabet. Frederik, der valgte først, fik den gottorpske del, mens Hans fik den segebergske.
I 1497 fik Sten Sture på et rigsdagsmøde i Linköping gennemtrumfet, at ingen udlænding kunne blive svensk konge. Alligevel blev han kort tid efter afsat af en række herremænd, der fandt ham for enerådig. Det udnyttede kong Hans til at rykke ind i Sverige med en hær, og bistået af unionsvenlige svenske adelsmænd lykkedes det ham at få kontrol med landet, hvorpå Sten Sture måtte anerkende Hans som svensk konge. Sten Sture blev dog forlenet med Finland og udnævnt til rigshofmester, mens hans rival Svante Nilsson blev rigsmarsk. Kong Hans blev kronet som svensk konge, og to år senere drog han gennem Sverige med sin dronning og sønnen Christian for at blive hyldet som unionskonge og sønnen som svensk tronfølger.
Den nyvundne magt holdt ikke længe. Da Hans og hans bror Frederiks hære i 1500 led et nederlag mod bønderne i Ditmarsken, benyttede de danskfjendtlige svenske herremænd det til at genindsætte Sten Sture som rigsforstander i 1501. Året efter måtte Hans' dronning Christine på Stockholm Slot overgive sig til Sten Sture og kom i svensk fangenskab. Kong Hans reagerede ved at kræve, at Lübeck stoppede al handel på Sverige. Da det ikke blev efterkommet, beslaglagde kongen al lybsk ejendom i Danmark og arresterede lybske købmænd i Danmark. Året efter lykkedes det gennem kongens bror Frederik at få lübeckerne til at stoppe handelen og virke som fredsmæglere mod betaling af en gammel dansk gæld til hansestæderne på 30.000 gylden. Dem betalte Hans dog aldrig, og Frederik, der havde kautioneret for beløbet, kom til at betale. I 1503 lykkedes det at få dronning Christine løsladt, men svenskerne mødte aldrig op til de fredsforhandlinger, de havde aftalt, og Hans fik derfor de danske og norske rigsråder til at tildømme sig Sverige og dødsdømme Svante Nilsson, der blev rigsforstander efter Sten Stures død i 1504. Den tyske kejser støttede dommen, og i 1507 gik Lübeck med til en blokade af Sverige under Freden i Nykøbing, og i 1509 kunne de slutte fred i København. I aftalen blev Hans lovet en årlig tribut af Sverige, indtil han blev antaget som konge. Svenskerne ratificerede aldrig aftalen, for snart blev Danmark og Lübeck uenige, og det resulterede i 1510 i krig mellem hansestæderne og Sverige på den ene side og Danmark på den anden. Selv om lübeckerne havde held til at plyndre de danske kyster, fik Danmark hurtigt overtaget, og i 1512 måtte både Sverige og hansestæderne indgå en fred med Danmark. Aftalen med Sverige byggede på 1509-aftalen, mens lübeckerne måtte betale krigsskadeerstatning og anerkende hollandske skibes adgang til Østersøen. 20. februar året efter døde kong Hans, og da rigsrådet følte, at Hans havde haft for stor magt, lod rådet Christian 2. underskrive en stram håndfæstning. Den understregede adelens eneret til lensmandsembedet. Kongen måtte ikke selv vælge sin efterfølger, men rigsrådet skulle overtage magten ved kongens død og derefter vælge en ny konge. Desuden kunne hans undersåtter belære ham, hvis rigsrådet fandt, at han overtrådte håndfæstningens bestemmelser, den såkaldte "oprørsparagraf".

## Unionens endelige sammenbrud
Da kong Hans døde i 1513, troede alle, at Kalmarunionen kunne genoprettes med hans søn Christian 2. i spidsen. Men da svenskerne mødte op til forhandlingerne om Christian 2.'s håndfæstning uden mandat til at forhandle forværredes situationen. Forhandlingerne førte ikke til noget, og grunden var den 20-årige svenske rigsforstander Sten Stures ønske om at opbygge en stærk svensk kongemagt. Det gjorde han ved at alliere sig med de lavere stænder mod den del af højadelen, der sad i rigsrådet. Rigsrådets nye leder, ærkebisp Gustav Trolle, og Sten Sture kom ud i en magtkamp, der endte med en krig. Sten Sture krævede, at Gustav Trolle skulle opgive sin magtbase, bispeborgen Stäket ved Mälaren, da rigsforstanderen anså ærkebispens borgbyggeri som en uretmæssig tilegnelse af kronens len og rettigheder, mens ærkebispens mente, at kirken havde frihed for kongemagten. Sten Sture indledte en belejring af borgen, og ærkebispen søgte Christian 2. om hjælp. Da kongen var træt af svenskernes forhalinger i forhandlingerne, indvilligede han gladeligt i at hjælpe ærkebispen. I 1517 blev en dansk flåde med landtropper sendt mod Stockholm. Tropperne led nederlag til svenskerne, og i november 1517 besluttede Sten Sture og hans støtter at nedbryde Stäket og afsætte og fange ærkebispen. Gustav Trolle blev tvunget til at resignere og skulle gentage sin afskedsansøgning over for den pavelige legat og afladskræmmer Arcimboldus, som Sten Sture så som Trolles afløser. I 1518 sendte Christian 2. endnu en stor flåde med flere landsknægte mod Sverige. Da denne hær også led nederlag, indgik han en to-årig våbenstilstand. Der blev udvekslet gidsler, og en af de svenske var Sten Stures nære slægtning, en ung Gustav Vasa, der blev indsat på Kalø Slot.
I 1520 satte kongen alt ind på at vinde Sverige tilbage. Siden den sidste krig var Øresundstolden sat op, og ekstra skatter blev opkrævet i Danmark og Norge. For at undgå udenlandsk indblanding blev Lübeck lovet lettelser i Øresundstolden, mod ikke at handle med og støtte svenskerne. Christian 2. havde nu to legitime grunde til et angreb: Ud over at være retmæssig tronprætendent havde han også mandat fra paven. På kongens initiativ havde pave Leo 10. grebet ind i striden mellem Gustav Trolle og Sten Sture og havde under trussel om bandlysning og interdikt krævet, at ærkebispen blev løsladt og hans borg genopbygget. Da Sten Sture ikke efterkom den pavelige ordre, fik Christian 2. til opgave at udføre den kirkelige straf.
Først i 1520 gik en hær under ledelse af Otte Krumpen ind i Västergötland. Sten Sture blev såret og døde kort efter. Derved fik unionstilhængerne en fordel, og i marts indgik de en aftale med Sten Stures modstandere i rigsrådet, hvorefter Christian 2. anerkendtes som svensk konge og skulle styre sammen med rigsrådet. Samtidig lovede kongen amnesti dog i første omgang ikke for forbrydelser mod kirken. Christian 2. kunne nu holde sit indtog i Sverige, og efter han havde slået en svensk bondehær ved Uppsala, manglede han om sommeren kun Stockholm, som blev forsvaret af Sten Stures enke Kristina Gyllenstierna. Kongen selv ankom i spidsen af en stor flåde for at fuldende sejren over Sverige. Han indledte dog først forhandlinger om overgivelse af byen og slottet. 5. september udstedte kongen så en fuldstændigt amnesti og gav sikkerhed for alles liv og gods. Gustav Trolle medbeseglede kongeløftet, der nu også indbefattede overgreb mod kirken. To dage senere kunne Christian 2. holde sit indtog i Stockholm. Det svenske rigsråd lovede samtidig, at slottet ved et kongeskifte skulle holdes til hans søn og i tilfælde af dennes død, til dronningen. Sidst i oktober anerkendte det svenske råd Christian 2. som arvekonge, og dagen efter lod han sig hylde på Brunkenbjerg, samme sted hvor hans farfar havde lidt nederlag.

### Det Stockholmske Blodbad
Den 4. november 1520 salvede og kronede Gustav Trolle Christian 2. som arvekonge i Stockholms Storkyrka. 7. november, efter fire dages festligheder i forbindelse med kroningen, inviterede kongen rigsrådet, adelige og Stockholms borgmestre og rådmænd til forhandlinger på Stockholm Slot, og efter at alle var ankommet, lukkedes portene, så ingen af gæsterne kunne forlade slottet.
Meningen med denne samling var at slippe af med de af de svenske adelige og gejstlige, der havde modarbejdet kongen og støttet den døde Sten Sture. For at få ram på dem fremførte biskop Gustav Trolle en række anklager mod Sten Sture og hans tilhængere for kætteri. Blandt anklagerne var bl.a. nedbrydningen af Trolles borg, plyndringer af kirkens klenodier og ydmygelser mod kirkens folk. Gustav Trolle appellerede til kongen om at hjælpe med at få de skyldige dømt. En retssag med 13 gejstlige dommere indledte samme dag afhøringer af de anklagede. Hurtigt stod det klart, at ansvaret ville blive placeret hos Stures tilhængere. Sten Stures enke, Kristina Gyldenstierna, trådte frem og fremviste "sammensværgelsesbrevet" fra rigsmødet 23. november 1517, hvori en lang række svenske stormænd og bisper erklærede sig enige i afsættelsen af Gustav Trolle og nedbrydningen af Stäket. Brevet var tænkt som et forsvar, men blev i stedet et redskab for anklagerne, da de anklagede i brevet erklærede, at de ikke ville acceptere pavens domstol, og kætterianklagen var derfor oplagt. Efter at alle havde prøvet at undskylde deres handlinger, forlod kongen salen, og først hen under aftenen blev svenskerne hentet i grupper og ført til forskellige værelser rundt på slottet. Næste morgen blev de gejstlige hentet ned i den store sal, hvor den odenseanske biskop Jens Andersen Beldernak spurgte dem, om ikke de, der havde sammensværget sig mod den romerske stol og paven, skulle kaldes kættere. Efter de havde svaret bekræftende på spørgsmålet blev de ført tilbage til deres værelser. Senere fik de at vide, at biskopperne af Skara og Strängnäs blev ført ud af slottet for at blive henrettet. Da de ville få kongen til at forhindre det, fik de at vide, at med mindre de trak sig tilbage til værelset, ville de lide samme skæbne. De næste to dage blev henved 100 personer henrettet i Stockholm og deres lig brændt, så de ikke kunne få en kristen begravelse. Sten Stures lig blev også gravet op og brændt. På Christian 2.'s efterfølgende kroningsrejse i Sverige blev der foretaget yderligere henrettelser, bl.a. af abbeden og munkene på Nydala kloster i Småland.

### Sverige bliver selvstændigt
Blodbadet i Stockholm fik den helt modsatte effekt, end kongen havde ønsket. I stedet for at kue de oprørske svenskere, ledte det til en sammenslutning af de to fløje i det svenske rigsråd. Med Christian 2.'s udråbelse som arvekonge i Sverige havde han tilsidesat rigsrådet. Det var ikke tanken bag Kalmarunionen. Det blev Gustav Vasa, der kom til at stå i spidsen for oprøret mod Christian 2. Hans far og svoger var begge henrettet under blodbadet, og hans mor, mormor og søster var blevet fængslet. Selv havde han været fange på Kalø Slot, men var flygtet i 1519 og var kommet tilbage til Sverige via Lübeck. I august 1521 blev han udnævnt til rigsforstander, og 6. juni 1523 blev Kalmarunionen formelt opløst, da Gustav Vasa blev kronet til konge af Sverige og holdt sit indtog i Stockholm.

## Christian 2. i Danmark
I 1521 besøgte Christian 2. Holland, hvor han bl.a. mødtes med sin svoger kejser Karl 5., der forærede Christian 2. forleningsretten til Holsten, noget der ikke faldt i god jord hos hertug Frederik. Alt i alt blev Holland et forbillede for Christian 2.. Det kom bl.a. til udtryk i hans love.
Med inspiration fra Holland fik Christian 2. rigsrådet til at godkende to lovkomplekser, udarbejdet af ham og hans rådgivere mor Sigbrit og Hans Mikkelsen, nemlig landloven og byloven. De var rigslove og gjaldt i hele riget i modsætning til landskabslovene, der kun gjaldt i en bestemt landsdel som Jyske Lov. Lovene gav købmænd i købstæderne eneret på al handel, således at bønder, kirken, adelen, håndværkere og udenlandske købmænd skulle købe og sælge deres varer gennem købstæderne. Lensmanden, der var købstædernes øverste herre, blev lagt direkte under kongen. Efter hollandsk forbillede skulle lensmanden desuden udnævne en skultus, som skulle stå for valget af borgmestre og rådmænd. Desuden blev der indført ensartet københavnsk mål og vægt i hele landet.
I landboforhold blev det bestemt, at herremand og bonde skulle indgå en fast aftale om fæstets længde, og udnyttelse af vornedskabet til salg og køb af bønder som "andre uskellige kreaturer" blev forbudt.
Om det kirkelige stod der i lovene, at bisperne skulle passe deres embede og opgive deres pragtsyge; ligeså med præsterne, således at kirker ikke lå øde hen. Desuden måtte gejstlige ikke købe gods, medmindre de giftede sig, hvilket ansås som et angreb på kirkens cølibat. Gejstlige måtte heller ikke søge deres ret i udlandet og appel til paven blev forbudt.
Lovene indeholdt desuden bestemmelser om lørdagsrengøring af gader og fortove, opførelse af murede huse og landevejskroer. Alle børn skulle enten gå i skole, sysselsættes til landbruget eller holdes til et håndværk. Prostituerede skulle henvises til særlige kvarterer, og arbejdsføre tiggere skulle fordrives fra købstæderne, mens værdigt trængende fik ret til at tigge. Endelig blev der indført dødsstraf for at føre løgnagtige tidender om kongen. Kongen inviterede 184 hollandske familier til at slå sig ned på Amager, så de kunne lære danskerne de nyeste teknikker inden for landbruget.

## Christian 2. afsættes
Christian 2. fik rigsrådet til at godkende sine love, men der var alligevel stor utilfredshed over kongen, ikke mindst blandt adelen og de gejstlige. Specielt kongens fortsatte udnævnelser af borgerlige lensmænd og hans hundsen med kirken gjorde ham upopulær. I 1521 indsatte han mod kirkens og kapitlet i Lunds vilje den dårligt teologisk uddannede, Didrik Slagheck som ærkebiskop, men kort tid efter, 24. januar 1522, blev han brændt på bålet i København for kætteri.
Under Gustav Vasas opstand i Sverige havde Christian 2. i 1522 forgæves søgt hjælp hos sin onkel hertug Frederik af Gottorp. Der blev indgået en overenskomst mellem dem, og Christian 2. måtte opgive den forleningsret, han havde fået af kejseren året før og anerkende hertugdømmernes neutralitet i en krig mod Lübeck. Det blev aktuelt året efter. Hertug Frederik førte samtidig forhandlinger med Lübeck om en overtagelse af den danske krone. I efteråret 1522 kom der kontakt med jyske rigsråder, der ønskede et oprør mod Christian 2. med henvisning til håndfæstningens "oprørsparagraf", hvor de kunne opsige deres troskabsed over for kongen, hvis han ikke overholdt håndfæstningen og ikke lod sig "undervise".
20. januar 1523 proklamerede de jyske rigsråder oprøret fra Viborg Landsting og opsagde kongen huldskab og troskab. De udstedte proklamationer for at vinde støtte for sagen. Begrundelserne var forskellige alt efter modtagerne og var overgreb mod kirken, overtrædelse af håndfæstningen, aflivninger uden dom og plagsomme skatter. Den 29. januar tilsluttede hertug Frederik sig de jyske rigsråders sag og tog til Lübeck for at afslutte forhandlingerne om et forestående felttog. Christian 2. var informeret om begivenhederne, men så rådvild, og han tog fra Middelfart til Sjælland, hvorefter Frederik og hans landsknægte gik op i Jylland, og Christians tilhængere en efter en underkastede sig, da de ingen hjælp modtog. Christian 2. forlod København og Danmark 13. april 1523 og sejlede i landflygtighed i Holland.

## Frederik 1. kommer til magten
26. marts kunne Frederik 1. på Viborg Landsting modtage hyldesten fra flertallet af det danske rigsråd og mange adelige, der udstedte en midlertidig håndfæstning. Også i hertugdømmerne havde han støtte, og 14. april 1523 blev han udnævnt til enehertug. Frederik 1.'s hær under ledelse af holsteneren Johan Rantzau satte sidst i maj over til Sjælland. Bortset fra København og Malmø, der holdt ud til januar 1524 og Gotland, bestyret af Søren Norby, der holdt ved sin støtte til Christian 2. frem til midten af maj 1525, havde Frederik 1. indtaget hele Danmark. Han underskrev sin håndfæstning i Roskilde 3. august 1523. Alle Christian 2.'s love, bortset for dem om nationalkirken, blev erklæret for ugyldige, og håndfæstningen fastslog, at kun indfødte danske adelsmænd kunne udnævnes til bisper, og at herremænd frit måtte ind- og afsætte bønder uden kongens indblanding. Slutteligt indeholdt håndfæstningen en oprørsparagraf, der betød, at såfremt kongen ikke ville rette sig efter rigsrådet, var undersåtterne ikke længere forpligtet til at lyde ham. Bønderne var ikke glade for det nye adelsvælde, og i maj søgte kongen at dæmme op for uroen ved at udstede et forordning, som indskærpede over for herremændene, at de ikke måtte afskedige fæstebønder, såfremt de overholdt deres forpligtelser.
I sommeren 1524 blev Frederik 1. kronet i Vor Frue Kirke i København. Styret vidste, at både Christian 2.'s forsøg på at samle en hær i Nordtyskland og Gustav Vasas forsøg på at indtage Blekinge var slået fejl. Således turde det i juli 1524 udskrive en stor landeskat, den såkaldte "kongeskat". Det fik dog store konsekvenser i Skåne, hvor bønderne nægtede at betale skatten. Rigsmark og lensmand på Helsingborg, Tyge Krabbe, straffede ved hjælp af tyske lejetropper de skånske bønder, der fik hjælp af sørøveren og Christian 2.'s sidste støtte, Søren Norby, lensmanden på Gotland. I marts 1525 allierede han sig med bønderne og kunne efter en mindre krig lade sig hylde i Christian 2.'s navn på landstinget i Lund. Imidlertid ankom Johan Rantzau til Skåne, og sammen med Tyge Krabbe slog han bønderne, og Søren Norby måtte søge ly i Landskrona. Hans redning kom, da lübeckerne havde angrebet Gotland, mens Norby var i Skåne. Af frygt for at miste Gotland indgik den danske regering en aftale med Norby: han fik Blekinge og Lister som len mod at opgive Visborg til Danmark. Lübeckerne fremsatte krav om erstatning for udgifterne i krigen mod Christian 2. Dem fik de efter langvarige forhandlinger ved at få overladt Bornholm som pant i 50 år og indtægterne fra Gotland i fire år. Resten af Frederik 1.'s regeringstid var præget af en uro blandt bønderne over adelen og de gejstliges udnyttelse af deres ret over bønderne.

## Borgerkrig og reformation
Allerede i 1525 begyndte johannitermunken Hans Tausen at prædike luthersk i Viborg. I årene efter bredte den lutherske bevægelse sig i landet, og skønt Frederik 1. i sin håndfæstning havde lovet at bekæmpe lutheranismen, udstedte han i 1526 et værnebrev til Viborgs borgere, der forpligtede dem til at beskytte Hans Tausen. Den lutherske bevægelse havde sit udspring i Tyskland og var opkaldt efter Martin Luther, der var den væsentligste drivkraft. Bevægelsen fik hurtigt stor indflydelse i Danmark, selv om humanister som Poul Helgesen længe forsøgte at skabe en reformbevægelse inden for romerkirkens rammer i stedet for at afskaffe den helt.
I de første år af 1530'erne opmuntrede kongens passivitet befolkningen til at angribe klostre og kirker. Christian 2., der siden 1523 havde levet i landflygtighed, benyttede uroen omkring dette til at udsende propagandaskrifter, der agiterede for ham selv og den nye lutherske lære. Da Frederik 1. døde i 1533, kunne herredagen ikke blive enige om en ny konge. Et katolsk flertal foretrak Frederiks 12-årige søn Hans, mens et mindretal gik ind for kongens halvbror Christian, der som hertug i hertugdømmerne i 1520'erne havde indført lutheranismen.
Kongevalget blev pga. uenigheden udsat et år, og i mellemtiden skulle rigsrådet regere og bisperne bestemme, hvad der måtte prædikes i deres respektive stifter. Desuden blev Hans Tausen på herredagen anklaget for kætteri og bortvist fra Sjælland, men han blev af Roskildes biskop kaldt tilbage kun en måned senere. Utilfredsheden med, at det af adelen styrede rigsråd havde overtaget styringen af landet, fik borgere fra Malmø og København samt bønder fra især Nordjylland til at slutte op om den landsforviste Christian 2.
Herredagen havde desuden sluttet sig til en nederlandsk-slesvig-holstensk alliance i stedet for til Lübeck, som ved borgmester Jürgen Wullenwever også havde været repræsenteret på herredagen.

### Grevens Fejde
I januar 1534 nægtede Malmøs bystyre med borgmester Jørgen Kock i spidsen at efterkomme en ordre fra ærkebispesædet om at udvise de lutherske prædikanter. Malmø havde længe været centrum for evangelisk virke og besvarede ordren ved at besætte stadens borg, Malmøhus, og arrestere lensmanden. I maj blev dette oprør fulgt op af Grev Christoffer af Oldenburgs angreb på Holsten. Han var hyret af Jørgen Kock og Wullenwever til at erobre Danmark, officielt for at genindsætte Christian 2. Grevens deltagelse i de kommende godt to års borgerkrig gav den navnet Grevens Fejde. Grevens hovedmål var ikke Holsten, men Sjælland, hvortil han sejlede, og hurtigt fik kontrol over alt dansk land øst for Storebælt.
Den 4. juli 1534 mødtes repræsentanter fra den jyske adel og rigsråder i Rye ved Silkeborg. Her tvang lavadelen bisperne til at pege på lutheraneren hertug Christian som kongsemne. Da den fynske adel tilsluttede sig, sagde hertug Christian ja til udnævnelsen, og han blev 18. august samme år hyldet i Horsens som kong Christian 3.
Efter at både Fyn og Jylland havde gjort oprør, og Sverige og Preussen blev indblandet i krigen i Skåne, trak Lübeck sig i januar 1536 ud af kampen, og 6. april kapitulerede Malmø, uden hverken at miste privilegier eller den evangeliske lære. Efter at befolkningen havde sultet i flere måneder, gav København til sidst også op, og borgmester Ambrosius Bogbinder begik selvmord. Som Malmø mistede København heller ikke sine privilegier, og oprørerne fik amnesti.

## Fodnoter
1. ↑  Albrectsen 1999, s. 91-92.
2. ↑  Albrectsen 1999, s. 98-103.
3. ↑  Albrectsen 1999, s. 97.
4. 1 2  Scocozza & Jensen 1999, s. 96.
5. 1 2  Albrectsen 1999, s. 138-144.
6. 1 2  Albrectsen 1999, s. 117-112.
7. ↑  Albrectsen 1999, s. 114-116.
8. ↑  Albrectsen 1999, s. 111-114.
9. ↑  Scocozza & Jensen 1999, s. 97.
10. ↑  Albrectsen 1999, s. 145-149.
11. ↑  Albrectsen 1999, s. 149-151.
12. ↑  Albrectsen 1999, s. 176-187.
13. ↑  Albrectsen 1999, s. 190-191 & 194-197.
14. ↑  Albrectsen 1999, s. 201-204.
15. ↑  Albrectsen 1999, s. 204-207 & 212-219.
16. ↑  Albrectsen 1999, s. 221-223.
17. ↑  Scocozza & Jensen 1999, s. 107-109.
18. ↑  Scocozza & Jensen 1999, s. 109.
19. ↑  Scocozza & Jensen 1999, s. 109–111.
20. ↑  Albrectsen 1999, s. 247-251.
21. ↑  Albrectsen 1999, s. 262-263.
22. ↑  Scocozza & Jensen 1999, s. 111.
23. ↑  Nørregård, Georg (1977). Nykøbing Falster gennem tiderne. Vol. 1. Nykøbing Falster: Nykøbing Falster Kommune. s. 97--100. ISBN 87-980635-0-2. {{cite book}}: |access-date= kræver at |url= også er angivet (hjælp)
24. ↑  Albrectsen 1999, s. 262-266.
25. ↑  Scocozza & Jensen 1999, s. 112-113.
26. ↑  Albrectsen 1999, s. .295-297
27. ↑  Albrectsen 1999, s. 297–299.
28. ↑  Etting 1998, s. 197-203.
29. ↑  Etting 1998, s. 203.
30. ↑  Scocozza & Jensen 1999, s. 115.
31. ↑  Scocozza & Jensen 1999, s. 115-116.
32. 1 2  Albrectsen 1999, s. 300-304.
33. ↑  Scocozza & Jensen 1999, s. 116.
34. ↑  Albrectsen 1999, s. 310-312.